# Kim Vân Kiều
Kim Vân Kiều (tiếng Trung: 金雲翹; bính âm: Jīn Yún Qiǎo) là một tác phẩm tiểu thuyết chương hồi của Thanh Tâm Tài Nhân, tác giả đời nhà Minh, Trung Quốc biên soạn vào cuối thế kỷ 16 và đầu thế kỷ 17. Nguyễn Du nhân đọc quyển tiểu thuyết này đã cảm hứng viết Truyện Kiều – một tác phẩm được xem là áng văn chương bất hủ của Văn học Việt Nam.

## Tác giả
Thanh Tâm Tài Nhân (青心才人) sống vào đời nhà Minh, tên thật là Từ Văn Trường, tức Từ Vị, còn có một số bút danh khác là Thiện Tri, Thanh đằng, Điền Thủy Nguyệt. Theo nhiều tư liệu, sử sách chép ông sinh năm 1521, mất năm 1593, đương thời với ca kỹ tên Vương Thúy Kiều. Ông quê ở huyện Sơn Âm, tỉnh Chiết Giang, học giỏi, hiểu biết rộng, nhưng đi thi không đỗ, bèn làm mặc khách của Hồ Tông Hiến.
Sinh thời, đã có lần Thanh Tâm Tài Nhân thảo tờ biểu "Dâng hươu trắng" cho vua nên trở thành nổi tiếng.
Ngoài tác phẩm chính Kim Vân Kiều truyện, ông còn có loạt kịch Tứ thanh viên (Vượn kêu bốn tiếng) gồm 4 vở kịch: Ngư dương lộng, Thúy nương mộng, Hoa mộc lan và Nữ trạng nguyên.